# Villastanza
Villastanza (Villastanza in dialetto milanese, AFI: [ˌvilaˈstɑ̃ːsa]) è una frazione del comune di Parabiago in provincia di Milano.
La frazione è delimitata a nord-ovest dal canale Villoresi, a nord-est dalla ferrovia Domodossola-Milano e a sud-est dalla S.P. 171 proveniente da Inveruno, mentre a sud-ovest confina con la frazione Villapia. È circondata a ovest, sud dai boschi del Parco del Roccolo. Ad est confina con Nerviano.

## Origini del nome
Secondo alcune ricerche toponomastiche, l'origine dell'attuale nome della frazione, avrebbe due ipotesi: nella prima, si fa risalire al periodo longobardo, dal femminile di Costantinus, probabilmente il comandante di un presidio militare, che darebbe al luogo la prima denominazione in Villa Costantiae o Villa Costantia; nella seconda, si rintraccia in Istantii o Istantia, un cognome medievale diffuso in Lombardia, originario di Voghera (dal quale deriverebbero anche i cognomi Stanza e Stanca), che chiamerebbe il borgo Villa Istantia e poi Villa Stantia.

## Storia
Non vi sono notizie rilevanti sulla frazione prima del XV secolo.
Agli inizi del '600 Villastanza ottenne una sorta di autonomia amministrativa, mantenuta successivamente anche sotto la prima dominazione asburgica. Nel frattempo un decreto del Cardinale Federico Borromeo datato 21 maggio 1625, erige la Cassina (come veniva chiamata allora) a Parrocchia autonoma; comprendeva anche la vicina Tiracoda (attuale Villapia), per un totale di 400 anime; intanto dieci anni prima iniziò la costruzione per la nuova chiesa della Visitazione della Beata Vergine Maria a Santa Elisabetta.
Nel 1906 il borgo comprendeva circa 1 700 abitanti, allora i villastanzesi firmarono una petizione per chiedere il distaccamento da Parabiago e la successiva creazione del nuovo Comune di Villastanza; le motivazioni degli autonimisti erano la separazione netta dal capoluogo comunale tramite il canale Villoresi, la distanza dallo stesso di 2,20 chilometri, la presenza di alcune industrie, una parrocchia, un ufficio postale e la denuncia di entrate economiche sufficienti alle spese di un municipio a sé stante.

Messa ai voti in Consiglio Comunale ed approvata all'unanimità, tale richiesta venne respinta a Roma dalle posizioni centraliste di Giovanni Giolitti, tenendo anche conto che all'inizio del XIX secolo vennero presentati progetti di aggregazione comunale tra Parabiago e Canegrate e tra Vanzago e Pogliano.
Ha dato i natali (1929) all'attrice Franca Rame.

## Monumenti e luoghi d'interesse

### Chiesa della Visitazione della Beata Vergine Maria a Santa Elisabetta
Situata nella piazza centrale della frazione (piazza Indipendenza), è dedicata alla Visitazione di Maria a Santa Elisabetta.
Esisteva già in precedenza una chiesa con la stessa intitolazione, ma distante circa due miglia dall'abitato, risultava agli inizi del XVII secolo angusta e secolare, quindi nell'anno 1615 si procedette con l'inizio dei lavori di edificazione dell'attuale chiesa, divenuta Parrocchia autonoma tramite un decreto del Cardinale Federico Borromeo datato 21 maggio 1625. I lavori proseguirono molto lentamente e finirono soltanto nel 1760.
Tra gli anni 1897 e 1898 venne rifatta la facciata e dopo quasi tre secoli dall'inizio dell'edificazione, il 3 novembre 1898 il Cardinal Ferrari consacrò il tempio.
Il 15 dicembre 2023 la chiesa è stata vittima di un incendio doloso a sfondo religioso, provocando ingenti danni, tra cui la distruzione del presepe e dell'organo seicentesco.

### Villa Gagliardi
I membri della famiglia Gagliardi o Gallardi, originari dalla vicina Tiracoda (Villapia), furono i più fortunati economicamente tra i villastanzesi; essi edificarono tra i secoli XVII e XVIII la villa che porta il loro nome, prospiciente la Chiesa Parrocchiale. All'epoca in cui don Marco Ceriani scriveva la sua "Storia di Parabiago" (1948), l'edificio era di proprietà Gagliardi Luigi, lo storico stesso afferma che questo sia il luogo di nascita di Carlo Cattaneo ed afferma ciò sul suo libro con le seguenti parole: "... Certamente più antica è la Villa prospiciente la Chiesa, sulla piazza ed attualmente in proprietà del Sig. Gagliardi Luigi, cui è giunta per eredità dagli avi. Un'insistente tradizione vuole che in questa casa, abbia avuto i natali nientemeno che Carlo Cattaneo nel 1801. Ma il Cattaneo deve aver passato qui soltanto alcuni anni della sua infanzia, ospite nei mesi estivi della famiglia amica ai propri genitori...".

### Palazzo Mantegazza
Sito in via Olona numero 12 e detto anche semplicemente "il Palazzo" ("Al Palasì"), versa negli ultimi tempi in preoccupante stato di abbandono. La sua edificazione risale all'incirca all'anno 1840, voluta con lo scopo di "abitazione estiva" da un certo Mantegazza Francesco, persona abbiente ma sofferente di malformazioni fisiche (era "nano" e "storpio"); egli morì suicida nel 1872, lasciando in testamento l'eredità del caseggiato all'ospedale "Ospedale Ciceri-Agnesi Fatebenesorelle" di Milano.
Don Giuseppe Galimberti, Parroco di Villastanza, decise nel 1876 di renderlo sede dell'asilo fino al 1909, quando gli venne data nuova sede; successivamente vi si svolsero le lezioni della scuola elementare comunale, fino al 1920, data in cui iniziarono i lavori per l'edificazione della scuola nuova. Da allora iniziò per "il Palazzo" un'epoca di degrado ed abbandono protratta fino al 2007, anno nel quale incominciarono alcuni lavori di bonifica, per la successiva ristrutturazione a scopo abitativo.

### Cineteatro
Sito in via Don Gaetano Barbanti 26 presso l'oratorio, costruito nel 1951, non è più utilizzato per la proiezione di film ma solo per le rappresentazioni teatrali e come sala per convegni in ambito comunale. La sala conteneva circa quattrocento posti a sedere, ora ridotti a circa trecento.
Il cineteatro versa ancora in buono stato nonostante l'età e la mancata manutenzione negli anni '80, '90 e 2000. In quegli anni veniva utilizzato sporadicamente dal gruppo teatrale dialettale "I Firunat" e come capiente sala per l'oratorio estivo. Nell'anno 2011 Don Cesare Corbetta, parroco della parrocchia di Villastanza e Villapia, ha fortemente voluto il ripristino dell'utilizzo dell'oratorio come tale. Da allora ogni anno si tengono spettacoli teatrali delle compagnie di zona, incontri cittadini oltre alla normale programmazione oratoriana.
Nelle sale di proiezione, non più utilizzate, è ancora presente la macchina da presa che veniva utilizzata per la proiezione dei film.

## Economia

### Industria
Nelle vicinanze (viale della Repubblica) a Villapia ha sede lo stabilimento della Rancilio, produttrice di macchine da caffè ed affini, da sempre impegnata anche nello sport: tra gli anni sessanta ed ottanta come sponsor del Giro d'Italia, più recentemente organizzatrice di competizioni internazionali di Handbike (ciclismo per diversamente abili).